# Mayer-Rokitansky-Küster-Hauser-syndrom
MRKH, Mayer-Rokitansky-Küster-Hauser-syndrom, eller Müllersk agenesi, är ett medfött syndrom som drabbar en av cirka 4 500 kvinnor. Syndromet, som är ett resultat av att de Müllerska gångarna inte utvecklats i fosterstadiet, vilket vanligen innebär  en fullständig avsaknad av livmodern samt en avsaknad av hela, eller del av den övre delen av, vaginan. Kvinnor med MRKH har kromosomtypen 46XX, uppvisar en i övrigt typisk könsutveckling vad gäller kroppsbehåring, bröstutveckling och yttre könsorgan och har vanligtvis fungerande äggstockar. Det uppskattas att tillståndet förekommer hos cirka 1/5000 födda flickor.
Det finns tre subtyper av MRKH. Typ I kallas för den typiska formen, men II är vanligare. De svåraste fallen kallas typ III eller MURCS.

## Diagnos
Syndromet upptäcks oftast då menstruation uteblir trots att alla yttre tecken tyder på att patienten är könsmogen. Blodprover visar att även hormonnivåerna är som hos en könsmogen kvinna. Vid gynekologisk undersökning och ultraljudsundersökning syns det att livmoder och inre vagina är förkrympta, missbildade eller ickeexisterande. Det har uppskattats att upp till 40 % av kvinnor med MRKH till en början feldiagnostiseras.

## Symptom
Äggstockarna hos kvinnor med MRKH fungerar normalt och producerar ägg och hormoner. I vissa fall uppstår dock godartade tumörer och polycystiskt ovariesyndrom.

### Hos typ I (också kallat typisk MRKH)
MRKH av typ I berör endast livmoder och inre vagina (2/3 av hela vaginan). Dessa delar är förkrympta, missbildade eller ickeexisterande; äggledare är däremot intakta.

### Hos typ II (också kallat atypiskt MRKH)
Typ II ger dels samma symptom som typ I, men innebär i regel en del andra problem också. Äggledarna är inte alltid utvecklade och vissa individer har bara en äggstock. MRKH typ II associeras också med njurproblem. Den ena eller båda njurarna kan saknas eller sitta på fel ställe. Hästskonjure förekommer också. Likaså kan individer med MRKH typ II ha problem med övre delen av ryggraden, så som skolios, Klippel-Feils syndrom, eller att ryggraden är asymmetrisk eller ihopväxt. MRKH typ II associeras också med nedsatt hörsel på grund av missformningar i mellanörat. Mer eller mindre allvarliga problem med fingrar och tår förekommer. Hjärtproblem har också rapporterats, men det är ovanligare.

### Hos typ III
De svåraste fallen av MRKH, där allvarliga symptom inom många olika områden uppvisas, kallas även MURCS association (Müllerian aplasia, renal aplasia, and cervicothoracic somite dysplasia). MRKH typ III associeras med missbildningar i skelettet och/eller hjärtat, muskulär svaghet och missbildningar i njurarna.

## Orsak
Trots att MRKH-syndromet finns så väl beskrivet vet man väldigt lite om dess orsak. Man vet att syndromet beror på att vissa anlag inte utvecklar de organ som de borde utveckla. I och med att MRKH kraftigt hämmar fertiliteten uteslöt man länge genetikens inblandning och lät bli att undersöka familjehistoria. Således är det fortfarande svårt att se om det finns genetiska samband, men vid närmare efterforskningar har man funnit att i fler än 20% av fallen finns MURCS-liknande åkommor i patientens släkt. Det handlar då om problem med hörsel, skelett och/eller njurar och förekommer hos både män och kvinnor. Det är dock ännu oklart vilka gener som kan ligga bakom syndromet.
Man har inte funnit något som tyder på att en moder skulle kunna påverka huruvida hennes barn får MRKH genom att göra/undvika något speciellt under graviditeten. 
Man tror att avsaknad av inre fortplantningsorgan hos kvinnor skulle kunna vara bara en av många yttringar hos ett ärftligt syndrom.

## Behandling
MRKH behöver inte betyda att man måste genomgå någon behandling. För de som vill få en längre vagina så finns det några olika alternativ som kan göra det lättare att kunna ha vaginalt samlag. Vanligen behandlas avsaknaden av vagina i sena tonåren eller kort därefter. Patienten får rådgivning kring fördelar och nackdelar med olika behandlingsalternativ så att förväntningarna blir realistiska.
Kvinnor som diagnostiseras med MRKH kan börja tvivla på sin kvinnlighet eller få en förändrad självbild. Diagnosen kan skapa många frågor kring den egna kroppen och det som anses vara normalt och det som anses önskvärt för kvinnliga kroppar.

### Tänjning
Tänjning, eller dilation, betraktas vanligtvis som den behandlingsmetod som i första hand bör användas för att skapa eller förlänga vaginan. Behandlingen går ut på att med hjälp av en stav, också kallad dilator, tänja slidan manuellt. Storleken på staven anpassas utifrån vaginans ursprungliga längd och ökas efterhand. Detta måste göras regelbundet och kan vara krävande. Fördelar är att resultat kan upplevas mer naturligt och att lubrikation är lättare än vid kirurgiska behandlingsalternativ. Samma resultat kan nås genom regelbundet samlag. Om man däremot inte tänjer tillräckligt ofta så kan slidan minska i storlek. Vissa kvinnor väljer också att tänja mindre regelbundet.

### Operation
Det finns flera olika operationstekniker för att skapa eller förlänga en vagina. Exempelvis kan en vagina skapas kirurgiskt. Hud kan tas exempelvis från låret och av den sys en tub som sedan kommer att utgöra vaginan. Denna operationsteknik kallas ofta McIndoe-tekniken. Vid andra tekniker kan även en bit tarm användas. Det finns även andra operationsalternativ, så som Vecchiettimetoden vilken kombinerar titthålskirurgi och tänjning. 

### Behandlingsjämförelse
En studie av behandlingsalternativ bedömer att bland de kirurgiska behandlingsalternativen leder de metoder som töjer eller drar ut vaginan (ex vis Veccetti) till bäst resultat vad gäller vaginans längd och genomförande av vaginalt penetrerande samlag. När det kommer till hur nöjd patienten är med sitt sexliv visar samma studie att det inte är möjligt att se någon skillnad mellan patienter som genomgått kirurgisk behandling jämfört med dem som genomgått dilationsbehandling.
Forskare har också försökt att framställa en vagina från vävnad i laboratorium.

## Sexualitet och fertilitet
Kvinnor med MRKH kan ha sex. Vissa kan ha vaginalt penetrationssex och så länge man är varsam kan det också tänja vaginan. Det finns dock stora kunskapsluckor vad gäller patienters upplevelser av sexuell praktik och njutning (enskilt eller med en partner), relationer och dilationsbehandling med dilatorer eller genom samlag.
Då kvinnor med MRKH inte har någon livmoder kan de inte bli gravida.
Många väljer att adoptera, men det är också möjligt att skaffa biologiska barn med hjälp av en surrogatmamma. Då surrogatmödraskap, även kallat värdmödraskap, inte är lagligt i Sverige väljer vissa par att åka utomlands för att anlita en värdmoder. Forskning bedrivs kring livmodertransplantation, exempelvis vid Sahlgrenska universitetssjukhuset i Göteborg. Inom ramen för den första svenska livmodertransplantationsstudien har nio kvinnor transplanterats, varav två fick avlägsna livmodern på grund av avstötningsreaktioner. Hittills har det rapporterats att åtta barn har fötts som ett resultat av transplantationerna.

## Andra namn på syndromet
CAUV - Congenital Absence of the Uterus and Vagina (medfödd avsaknad av livmoder och vagina).
MA - Müllerian Aplasia (avsaknad av livmoder och inre vagina).
GRES - Genital Renal Ear Syndrome (könsorgan-njure-öra-syndrom).
MURCS association - Müllerian duct aplasia, Renal dysplasia and Cervical Somite anomalies (avsaknad av det som i fosterstadiet ska utvecklas till de inre fortplantningsorganen, vävnadsförändringar hos njure samt underligheter hos det segment som utvecklas till övre delen av ryggraden).
Rokitansky sequence (följd) - en annan benämning för MRKH typ I.
Benämningen GRES kan användas även när man talar om MRKH- eller MURCS-likanande symptom hos män.

## Historia
Beskrivningen av MRKH som ett syndrom görs först av fyra olika män under arton- och nittonhundratalet: August Franz Josef Karl Mayer (1787–1865), Carl von Rokitansky (1804–1878), Hermann Küster (1879–1964), och Georges Andre Hauser (1921–2009). Den medicinska beteckningen Mayer-Rokitansky-Küster-Hauser (MRKH) är således en sammanfattning av deras namn. 